# Aurel von Milloss
Aurel von Milloss (* 12. Mai 1906 in Ozora, Ungarn; † 21. September 1988 in Rom) war ein ungarisch-italienischer Tänzer, Choreograf und Ballettdirektor.

## Leben und Wirken
Milloss studierte Philosophie und Geschichte an der Universität Budapest und Tanz bei Nicola Guerra, Victor Gsovsky und zuvor in der Berliner Laban-Schule von Hertha Feist. Als Tänzer debütierte er 1928 bei Rudolf von Laban an der Berliner Staatsoper, machte sich dann selbstständig und arbeitete als Solotänzer, Choreograf, Ballettdirektor und als Opernregisseur an Theatern in Deutschland, darunter von 1932 bis 1934 am Theater Augsburg als Leiter des Tanztheaters und in Düsseldorf unter Walter Bruno Iltz, und in Italien. Nach dem Zweiten Weltkrieg war er unter anderem in São Paulo und Rio de Janeiro tätig. In Paris inszenierte er beim Ballets des Champs-Elysées „Le Portrait de Don Quichotte“.
1959 verpflichtete Oscar Fritz Schuh ihn nach Köln, zusammen mit dem Kapellmeister Wolfgang Sawallisch und dem Bühnenbildner Caspar Neher. Milloss holte Marcel Luipart als seinen Stellvertreter und Leon Woizikowsky als Ballettmeister nach Köln und arbeitete mit Künstlern wie Maurice Béjart, Birgit Cullberg und Léonide Massine zusammen. 1961 richtete Milloss in der Staatlichen Hochschule für Musik Köln, Abteilung Musikalisches Theater, das „Institut für Bühnentanz“ ein. Es bestand aus einer Fachschule für Bühnentänzer und einer Hochschule für künstlerischen Tanz mit einer Abteilung für Tanzwissenschaft.
Von 1963 bis 1966 war er Ballettdirektor an der Wiener Staatsoper, wo er unter anderem Rudolf Nurejew für eine Neuinszenierung von Schwanensee mit Margot Fonteyn verpflichtete. Später war er an der Mailänder Scala, am Opernhaus Rom, beim Maggio Musicale Fiorentino und von 1971 bis 1974 wieder an der Wiener Staatsoper tätig.

## Schriften
- Das Erbe des Expressionismus im Tanz. Relazione di base su danza; Convegno Internazionale di Studi sull'Espressionismo. Florenz 1964.
- Coreosofia. Scritti sulla danza; con il libretto di Marsia e una lettera a Hans Kresnik. Hrsg. Stefano Tomassini. Olschki, Florenz 2002, ISBN 88-222-5132-6.